# 山口祐司 (動畫導演)
山口祐司（日语：山口 祐司，？—2020年1月9日（死訊公布日）），日本男性動畫演出家、動畫導演。

## 生平
動畫公司日昇動畫出身，從1983年的電視動畫《裝甲騎兵》擔任製作進行起家，到1990年代初期的勇者系列等負責過許多作品分鏡和演出的工作。同時期在另一間動畫公司童夢之後也受邀參加製作。代表作是擔任導演的《闇與帽子與書的旅人》、《Fate/stay night》及《桃華月憚》等STUDIO DEEN作品。
他最常被提及的事是，使用照相機的手持式攝影的Pan技法套用在許多作品上展現出其演出風格。不僅如此，在《闇與帽子與書的旅人》、《Fate/stay night》的最終回中，來個片尾曲工作人員表的製作人員和配音員用五十音順排序的實驗。
另外參加動畫製作以來經常別名虎田功（とらだ いさお）、小田切警視（おだぎりけいし）、小野葉塚之人（おのはづか ゆきひと）。
至於別名的由來來自電視劇《大都會 PARTIII》登場的角色、搜査課搜査員所屬的『虎田功』（星正人飾演），及《G MEN'75》登場的角色『小田切憲』（夏木陽介飾演）。
2020年1月9日其死訊由望月智充、竹田裕一郎、吉野弘幸、山田隆裕等曾經跟他合作的同事各在Twitter公布。

## 作品列表

### 電視動畫
1983年
- 裝甲騎兵（－1984年，製作進行）

1987年
- 妙手小廚師（－1989年，首席演出[2]、演出）

1989年
- 衝鋒四驅郎（－1990年，演出）

1990年
- 我他彼此（日语：ペエスケ）（－1991年，分鏡）※虎田功名義。

1991年
- 絕對無敵雷神王（－1992年，分鏡、演出）

1992年
- 元氣爆發伏魔金剛（－1993年，分鏡、演出）

1994年
- 疾風無敵銀堡壘（分鏡）
- 機動武鬥傳G鋼彈（－1995年，分鏡）

1995年
- 黃金勇者合體（－1996年，分鏡、演出）

1996年
- 名偵探柯南（1996年－，演出）
- 城市獵人 秘密任務（演出）
- 超者萊汀（日语：超者ライディーン）（－1997年，分鏡、演出）
- 勇者指令達古王（－1997年，分鏡、演出）※虎田功名義。

1997年
- 勇者王（－1998年，演出）

1998年
- 星方武俠（日语：星方武侠アウトロースター）（分鏡、演出）
- 星際牛仔（－1999年，分鏡）

1999年
- 星方天使（導演、演出）

2000年
- 第一神拳（演出）

2001年
- 青春草莓蛋（導演、分鏡、ED分鏡）[注 1]

2003年
- 馭龍少年（分鏡、演出）
- 死體兵（日语：ダイバージェンス・イヴ）（演出）
- 闇與帽子與書的旅人（－2004年，導演、分鏡、演出、ED分鏡&演出）[注 2]

2004年
- 御行者 AMDRIVER（日语：Get Ride! アムドライバー）（－2005年，導演、分鏡、演出）※虎田功名義。

2006年
- Fate/stay night（導演、分鏡、OP分鏡）
- 少年陰陽師（－2007年，OP演出、ED演出）

2007年
- 桃華月憚（導演、分鏡、OP演出、ED分鏡&演出）
- 棋靈少女（－2008年，演出）

2008年
- 吸血鬼騎士（演出）※小田切警視名義。
- 純情羅曼史2（演出）※小田切警視名義。

2010年
- 爆漫王。（－2011年，分鏡）

2011年
- Suite 光之美少女♪（演出）
- 戰國少女 ～桃色異傳～（演出）[注 3]

2012年
- Smile 光之美少女！（演出）

2013年
- 斷裁分離的罪惡之剪（導演、分鏡、演出）[注 4]

2014年
- Z/X IGNITION（導演、分鏡）[注 5]

2017年
- KiraKira☆光之美少女 A La Mode（分鏡）※名義。

2018年
- 鬼太郎 (第6作)（－2019年，分鏡、演出）[注 6]

2020年
- Healin' Good ♥ 光之美少女（分鏡）※名義。

### OVA
1994年
- Wild 7（日语：ワイルド7） Vol.1（分鏡）

2000年
- 勇者王FINAL（－2003年，導演、分鏡、演出）

### 電影動畫
2000年
- 劇場版 六門天外 ～傳說的火焰龍～（演出）

2010年
- 劇場版 Fate/stay night UNLIMITED BLADE WORKS[[[Wikipedia:格式手册/链接#章節|錨點失效]]]（導演）

### 電視劇
- 手機刑警 錢形雷 第1系列（第16話「誰是推理王？ ～名探偵的助手殺人事件～」演出，2006年4月15日）
- 戀愛與時髦與男孩子（日语：恋とオシャレと男のコ）（演出）
  - （第3話，2009年4月18日）
  - （第10話，2009年6月6日）

### 其它
- 美佳子@PAYOPAYO（日语：美佳子@ぱよぱよ）（第25回嘉賓，2001年－）

## 腳註

## 相關項目
- 日昇動畫
- 童夢
- STUDIO DEEN
- 日本動畫師列表